# Tol'ko vdvoёm
Tol'ko vdvoёm (Только вдвоём) è un film del 1976 diretto da Georgij Kuznecov.

## Trama
Sposi novelli, diplomati, vanno a lavorare in Siberia. La vita non sta andando bene, ma l'amore aiuta a superare le avversità.